# Царёвка (Молдова)
Царёвка (также Цареука; рум. Țareuca) — село в Резинском районе Республики Молдова. Является административным центром коммуны Царёвка, включающей также село Цахноуцы.

## География
Село расположено на высоте 196 метров над уровнем моря.

## Население
По данным переписи населения 2004 года, в селе Цареука проживает 1663 человека (799 мужчин, 864 женщины).
Этнический состав села:
| Национальность | Число жителей | Процентный состав |
| -------------- | ------------- | ----------------- |
| молдаване      | 1647          | 99,04             |
| русские        | 6             | 0,36              |
| украинцы       | 5             | 0,3               |
| румыны         | 4             | 0,24              |
| прочие         | 1             | 0,06              |
| Всего          | 1663          | 100 %             |

## Достопримечательности
Близ села находится округлое древнерусское городище и селище тиверцев IX—XI веков.

## Известные уроженцы
- Стрелец, Валерий Иванович (род. 1970) — молдавский политик, Премьер-министр Республики Молдова с 30 июля по 29 октября 2015 года.